# Pete Henry
Wilbur Francis “Pete” Henry (* 31. Oktober 1897 in Mansfield, Ohio, USA; † 7. Februar 1952 in Washington, Pennsylvania) war ein US-amerikanischer American-Football-Spieler und -Trainer. Er spielte in der National Football League (NFL) unter anderem bei den Canton Bulldogs.

## Spielerlaufbahn

### Collegekarriere
Henry studierte von 1915 bis 1919 am Washington & Jefferson College und spielte dort American Football auf der Position eines Tackle. 1918 trat er der U. S. Army bei. Er konnte jedoch sein Studium fortsetzen. Die Army hatte ein Ausbildungslager auf dem Campus eingerichtet und Henry war verpflichtet daran teilzunehmen. Trotz eines Körpergewichts von 111 kg bei einer Körpergröße von 180 cm, welches Henry auch seinen Spitznamen einbrachte, war er ein ausgesprochen agiler Spieler. Seine Agilität führte dazu, dass ihn der namhafte Sportjournalist Grantland Rice als „menschliche Gummikugel“ bezeichnete.
1919 weigerte sich die Mannschaft der University of Pittsburgh gegen die Mannschaft von Henry anzutreten. Die Verantwortlichen dieses Colleges betrachteten Henry als illegalen Collegespieler, weil er 1918 an der Armeeausbildung teilgenommen hatte. Obwohl sich die Verantwortlichen aller Colleges darauf einigten diesen Spielern trotzdem den Einsatz in ihren Mannschaften zu genehmigen und die Mannschaft aus Pittsburgh auch schon gegen Teams gespielt hatte, die Spieler mit den gleichen Problemen in ihren Reihen hatten, setzte Henry um Schwierigkeiten für sein Team zu vermeiden das Spiel gegen die Pittsburgh Panthers aus. Die Panthers gewannen gegen ihren Lokalrivalen mit 7:6.
In den Jahren 1917 bis 1919 wurde Pete Henry jeweils zum All American gewählt.

### Profikarriere
Am 17. September 1920 wurde Pete Henry von dem American Professional Football Association (APFA) Team der Canton Bulldogs verpflichtet. Die APFA war der Vorläufer der NFL und war zeitgleich mit der Verpflichtung von Henry gegründet worden. Henry wurde Mitspieler von Joe Guyon und Jim Thorpe, der auch als Trainer der Mannschaft tätig war. Die Bulldogs waren 1920 und 1921 wenig erfolgreich. Ein Meisterschaftsgewinn gelang ihnen nicht.
Mit Guy Chamberlin kehrte 1922 ein ehemaliger Spieler der Bulldogs zu dem Team aus Canton als Spielertrainer zurück. Den Bulldogs gelang eine sehr gute Saison, sie konnten 10 Spiele gewinnen und mussten sich nur zweimal mit einem unentschieden zufriedengeben. Henry gewann dadurch mit seiner Mannschaft seinen ersten Meistertitel. Im folgenden Jahr gelangen den Bulldogs 11 Siege bei einem Unentschieden, wodurch der Meistertitel verteidigt werden konnte. Unmittelbar nach dem Meisterschaftsgewinn wurden die Bulldogs nach Cleveland verkauft und in Indians umbenannt. Die meisten Spieler wechselten mit dem Team. Pete Henry war nicht darunter. Da er sich mit den Indians nicht über einen Vertrag einigen konnte. Er spielte in diesem Jahr für die Pottsville Maroons. Die Maroons spielten 1924 in der Anthracite League. Die Liga bestand nur ein Jahr und die Maroons gewannen den einzigen jemals ausgespielten Meistertitel.
Nach einem kurzen Gastspiel bei den Akron Pros kehrte Henry 1925 zu den wieder gegründeten Bulldogs zurück. Im gleichen Jahr wurde er auch Assistenztrainer des Teams und übernahm 1926 das Amt des Head Coaches.
Im Jahr 1927 wechselte Henry zu den New York Giants. Die Giants hatten bereits die All-Star-Spieler Steve Owen und Cal Hubbard unter Vertrag und konnten im gleichen Jahr noch Joe Guyon verpflichten. Die Mannschaft aus New York City gewann in diesem Jahr die NFL Meisterschaft. Der Anteil von Henry an diesem Titel war jedoch gering. Im Laufe der Saison hatte er zu den Maroons gewechselt, die sich 1925 der NFL angeschlossen hatten. Nach der Saison 1928 beendete er dort seine Laufbahn.
Pete Henry hielt 12 Jahre lang mit 45 Yards den NFL-Rekord für den längsten Drop Kick, sowie mit 94 Yards den Rekord für den längsten Punt.

## Trainerlaufbahn
Pete Henry war 1926 Trainer der Canton Bulldogs und übernahm dieses Amt 1928 auch bei den Pottsville Maroons. Im Jahre 1931 wurde er Sportdirektor an seinem alten College; 1942 und 1945 hatte er dort auch das Traineramt inne. Bis zu seinem Tod 1952 blieb Henry Sportdirektor am College, obwohl ihm aufgrund eines Diabetes ein Bein amputiert werden musste. Henry ist auf dem Mansfield Cemetery, einem Friedhof in seiner Geburtsstadt, beerdigt.

## Ehrungen
Pete Henry wurde viermal zum All-Pro gewählt. Er ist Mitglied im NFL 1920s All-Decade Team, seit 1963 in der Pro Football Hall of Fame und seit 1951 in der College Football Hall of Fame. Sein College benannte eine Sporthalle nach ihm und richtet in seinem Namen jährlich ein Golfturnier aus.